# ビルギット・ニルソン
マルタ・ビルギット・ニルソン＝ニクラソン（スウェーデン語：Märta Birgit Nilsson-Niklasson、1918年5月17日 - 2005年12月25日）は、 スウェーデンの著名なドラマティックソプラノ。 オペラや声楽の幅広いレパートリーを歌ったが、リヒャルト・ワーグナーとリヒャルト・シュトラウスのオペラでの歌唱で最もよく知られている。彼女の声は、その圧倒的な声量、揺るぎない豊かな持続力、そして高音域のきらめく輝きと透明な響きで高名であった。 

## 概略
ニルソンは「ニルソンのレパートリー」と呼ばれるほど多くの役柄に強い影響をもたらした。リヒャルト・シュトラウスのオペラを歌い、プッチーニの『トゥーランドット』を得意としたが、彼女の経歴を語るうえでワーグナーは不可欠である。 彼女はかつて「イゾルデは私を有名にしてくれ、トゥーランドットは金持ちにしてくれたわ」と語った。これらの楽曲における彼女の世界的な支配力は、第二次世界大戦前にメトロポリタン歌劇場のワグナー作品を支配していたキルステン・フラグスタートに匹敵する。 

## 生涯

### 若年期
ビルギット・ニルソンはマルメから100キロ北にあるスコーネ地方のヴェストラ・カルップス（英語版、スウェーデン語版）の農場で、ニルス・スヴェンソンとユスティナ・スヴェンソン（旧姓パウルソン）の間に、マルタ・ビルギット・スヴェンソンとして生まれた。3歳のとき、母親が購入したトイピアノでメロディーを弾き始めた。 彼女はかつてインタヴューで「歩き出す前から歌い始めていた」と語り、「夢の中でさえ歌っていた」と付言している。 彼女の声の才能は、教会の合唱団で歌い始めたときに最初に気づかれた。近隣の聖歌隊長が彼女の歌を聞いて、声楽のレッスンを受けるように助言した。 
彼女は、ストックホルム王立音楽アカデミーでのオーディションのため、オーストルプでラグナー・ブレノウに6か月間学び、47人の歌手の中から最初に著名なソプラノにちなんだクリスティーナ・ニルソン奨学金を授与された。アカデミーではヨーゼフ・ヒスロップとアルネ・スネゴードに師事した。しかし、彼女は独学だと考え「舞台が最高の教師」だと1981年のインタヴューで語っている。「舞台に出て、試みることから学ばなければならない」。彼女は当初の指導を嘆き、成功したのは生まれつきの才能のおかげだとし、「最初の教師（ヒスロップ）には殺されそうになった。2番目も同じくらいひどかった」。   

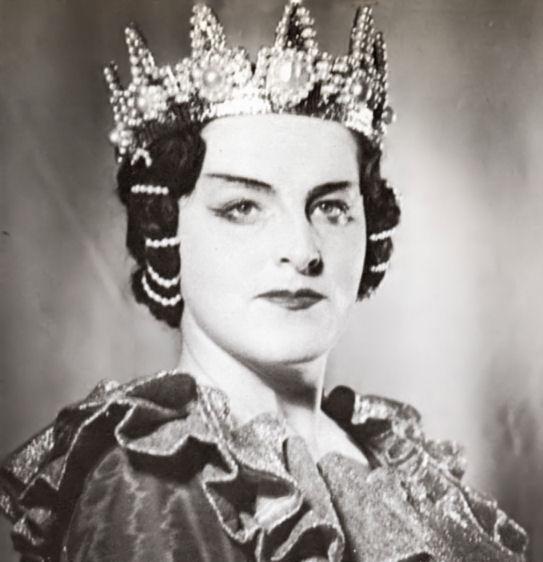
1947年 ストックホルムのスウェーデン王立歌劇場でマクベス夫人を演じるビルギット・ニルソン

### 初期の出演歴
1946年、ニルソンはストックホルムのロイヤルオペラのウェーバー『魔弾の射手』において、病気になったアガーテ役の代役としてわずか3日間デビューした。指揮者のレオ・ブレッヒはあまり親切ではなく、彼女の自伝によれば、公演後に自殺すら考えたという。しかし翌1947年に彼女はフリッツ・ブッシュの息子で演出家のハンス・ブッシュの抜擢を受け、ヴェルディ『マクベス』マクベス夫人として国民的な注目を集めた。続いて、シュトラウス、ヴェルディからワーグナー、プッチーニ、 チャイコフスキーまで、さまざまな役柄を演じた。ストックホルムで、ドンナ・アンナ、アイーダ、リーザ、トスカ、ヴェーヌス、ジークリンデ、ゼンタ、そして スウェーデン語で歌われる彼女の大好きなマルシャリンなど、リリックからドラマティックまで、着実なレパートリーを築き上げた。1949年、彼女は『ナクソス島のアリアドネ』をイェルディス・シンベリとエリーサベト・セーデルストレムなどとともに歌った。

### 国際的な活躍
フリッツ・ブッシュの指導の下で彼女は世界に羽ばたいた。彼は1951年のグラインドボーン音楽祭でのモーツァルト『イドメネオ』エレットラとして、スウェーデン国外での最初の重要な契約獲得に尽力した。ニルソンは国際的な知名度を獲得し、1953年のウィーン国立歌劇場へのデビューが転機となった。彼女はそれから25年以上の間、レギュラー出演者として活躍することになる。1954年にはバイロイト音楽祭でワーグナー『ローエングリン』エルザを演じ、同年にミュンヘン・フェスティバルにおいてバイエルン国立歌劇場『ニーベルングの指環』全曲演奏で最初のブリュンヒルデを歌った。その後、1969年までバイロイトでジークリンデ、ブリュンヒルデ、イゾルデとして活躍した。 
また、短時間ながら非常に大きな声量を必要とする『トゥーランドット』タイトルロールを1958年にミラノのスカラ座で披露し、その後はイタリア各地で公演を行った。1956年にはサンフランシスコ・オペラのワーグナー『ワルキューレ』ブリュンヒルデでアメリカデビュー。1959年にニューヨークのメトロポリタン歌劇場でイゾルデを演じ、国際的なスターになった。1958年にスカラ座の第180シーズン記念オープニングにトゥーランドット役で出演を依頼されたことが人生最大の出来事だったという。他にも、ウィーン、ベルリン、コヴェント・ガーデン王立歌劇場、東京、パリ、ブエノスアイレス、シカゴ、ハンブルクなど世界中の主要な歌劇場に出演している。 
1973年にはシドニー・オペラハウスのコンサートホールにおけるオープン記念の全ワーグナーコンサートで、シドニー交響楽団と共演した。

### 1960年代から1980年代まで
ニルソンは、当時の偉大なワーグナーソプラノ、特に偉大なノルウェーのソプラノであるキルステン・フラグスタートの後継者、とりわけブリュンヒルデとして広く知られている。ニルソンとやはり戦後最大のヘルデン・テノールとして知られたヴォルフガング・ヴィントガッセンの組み合わせは、当時最高の呼び物として世界中に知られていたが、ニルソンはワーグナーばかりを歌っていたという訳でもなく、多くのドラマティック・ソプラノのレパートリーを手がけており、多くの録音も残されている。代表的な役を挙げると、レオノーレ、アイーダ、トゥーランドット、トスカ、エレクトラ、サロメなど、枚挙に暇がない。ニューヨーク・タイムズによれば、彼女は「非の打ちどころのない本物で難攻不落のスタミナの声」を持っていた。 
指揮者のエーリヒ・ラインスドルフは、彼女が長期間にわたって第一線で活躍できる理由は、フラグスタートのように、スカンジナビアの伝統と関係があると考え、特にワーグナーには「思慮深く、忍耐強く、几帳面な人」が必要だと述べている。一方で彼女は「私は特別なことは何もしていません。タバコは吸いません。ワインとビールを少しだけ飲みます。私はきちんとした両親のもとに生まれてきたのです」と語っている。   
メトロポリタン歌劇場でニルソンは2回負傷し公演を中断している。1971年2月、彼女は『エレクトラ』公演中に足首を捻挫し、1つの公演をキャンセルした（これは、クリスタ・ルートヴィヒが出演する『フィデリオ』の歴史的な公演に置き換えられた）。ニルソンは回復し、2月27日に『エレクトラ』の放送公演を行った。もっと深刻だったのは、1974年3月、彼女は『神々の黄昏』リハーサル中に倒れて肩を脱臼した。ルーズベルト病院の病室で療養しているとき、彼女は「あざと肉体と精神が傷ついている以外は元気です」と言った。最初の2つの公演では、腕吊りに腕を入れてブリュンヒルデを歌うことができたが、以降はそのシーズンの『神々の黄昏』の放送を含む公演を見送った。3月8日のオープニングナイトのニューヨーク・タイムズによるレビューは、メトロポリタンオペラアーカイブに転載されている。

### 「ミス N.」
1968年夏のバイロイト音楽祭の初めから、ニルソンはアメリカ人の若い女優でモデルであったネル・セオバルドの執拗なストーカー行為に遭い、それは1977年のセオバルドの自殺まで続いた。ニルソンは、回顧録『ラ・ニルソン』のなかで、セオバルドのことを単に「ミス N.」とだけ書き、自分の体験を振り返っている。このストーカー事件は後にオペラ・ニュース誌とニューヨーク・タイムズで特集された。                 

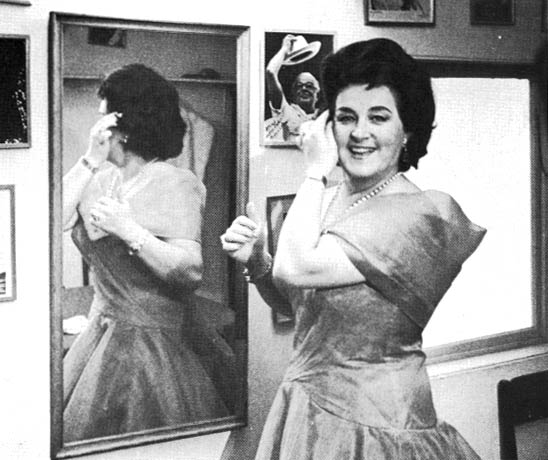
1960年代、ストックホルムのグローナルンドで舞台裏に立つビルギット・ニルソン。

### 指揮者とのやりとり
ニルソンは指揮者と対立することで知られていた。カラヤンがやり直しを指示したとき「今度はもっとハートを込めて。そこ。あなたが財布を入れているところ」。ニルソンは答えた。「私たちでも何かしら共通点があるのがわかってとてもうれしいわ」。   

### 自己評価
ニルソンは世界的に認められているにもかかわらず、主要な公演の前は必ず神経質になっていたという。「初日の前には、オペラへ行く途中に、小さな、小さな事故が起きることを願っていました。あまり大きな事故ではなくても、歌わなくて済むようになることを」と1977年のスウェーデンのTVインタビューに答えている。ニルソンはしばしば自分の限界についても言及している。 自分の声は、イタリアオペラのより柔らかい質感と洗練された音色には合わない、と。それにもかかわらず、彼女は『ドン・ジョヴァンニ』のドンナ・アンナのようなイタリア語のオペラでの役を歌っている。

### 録音
ニルソンは、彼女の主要なレパートリーの全作品、アリア、歌曲、声楽付き作品、宗教曲、数多くのリサイタル等の全てを録音した。 これらは元々はLPレコードでリリースされたものだが、CDやデジタル音源で再発売されている。彼女はイギリスのレコード会社デッカによって製作・発売された、ジョン・カルショーのプロデュース、ゲオルク・ショルティがウィーン・フィルハーモニー管弦楽団を指揮した『指環』でもブリュンヒルデを歌っている。このプロジェクトは1958年から1965年までの7年間を要し、その様子を撮影した映像は、芸術に関心の高いテレビの視聴者にも親しまれた。これらに象徴されるように、彼女はステレオ録音が開発され、レコード会社が競ってレパートリーをステレオで再録音していた時期にワーグナー・ソプラノの代表格の地位にあった事で、直接彼女の実演に接した事のないリスナーにも大きな存在として君臨している。 
声の力強さにおいて、彼女の高音はブロードウェイで一番声量があったエセル・マーマンの高音としばしば比較される。しかしながら、ニルソン自身は、ステージ上での彼女の最大の資産である「爆発的な」高音は、スタジオでは「本来あるべき状態で録音されていない」と主張している。彼女は後に嘆いている。「自分の録音を聞いたときはいつも少し悲しくなりました。そして多くの人から、録音より直に聴いた方がずっと上手だと言われました！それはお世辞にも良い言葉だと思えませんでした。なぜなら、もう歌えなくなったときに何が残るのかわかっているからです」 。 

### ニューヨークとザルツブルクでの欠場
メトを頻繁に訪れたニルソンではあったが、抜け目ない総監督のビング（ワーグナー嫌いとよく言われていた）や指揮者のカラヤンと意識が合っていたわけではなかった。1970年代初めには、期待されていたよりもニューヨークに出演する回数が減り、ザルツブルク音楽祭（当時カラヤンが芸術監督であった）からも事実上排除された。1970年代の半ばには、米国内国歳入庁からの追徴課税の申し立てによって、米国内では活動休止に追い込まれた。数年後、支払いのスケジュールが立てられてから、米国での活動が再開された。 彼女が戻ってきたとき、ドナル・ヘナハンはニューヨーク・タイムズに「有名な輝くトランペットの音は、まだまだコルネットのようには聞こえない」と書いている。 
ニルソンはメトロポリタン歌劇場で16の役を223回演じた。1961-1962シーズンには2回『ニーベルングの指環』全曲演奏を行い、1974-1975シーズンにもう1回演奏している。イゾルデは33回、トゥーランドットは52回である。彼女は他のほとんどの主要なソプラノパートを演奏した。アイーダ、トスカ、リヒャルト・シュトラウス『影のない女』染物師の妻、サロメ、エレクトラ、ヴェルディのマクベスの妻、『フィデリオ』レオノーレ。 1966年、彼女は『タンホイザー』でヴェーヌスとエリーザベト（一緒に出演することはない）の一人二役を演じている。1975年にはリタ・ハンターがブリュンヒルデを歌いニルソンがジークリンデを歌うという印象的な舞台もあった。 
ウィーン国立歌劇場には1954年から82年まで232回出演し、1999年には歌劇場のオーケストラであるウィーン・フィルハーモニー管弦楽団の名誉会員となった。 ウィーン国立歌劇場の監督であるイオアン・ホレンダーは、「今、かつて本物のスターと呼べる人物がいて、世界的に有名なオペラ歌手だったとしたら、それはニルソン女史だ」と語った。 

### その後の人生
ニルソンの自伝、Mina minnesbilder（写真による私の回顧録）は1977年にストックホルムで出版された。彼女は1984年に引退し、スウェーデン南部のスコーネ県の幼少期の家に移り住んだ。父親は6代続く農家で、彼女も23歳までビートとジャガイモの栽培に従事していた。1990年代半ばのインタビューで、彼女は幸せで、穏やかで、相変わらず気取らないように見えた。 「私は母がよく言っていたことを思い出そうとしたの」彼女は言った。「地面の近くにいなさい。そうすれば、転んでもそんなに痛くない」。 
1981年、スウェーデンはニルソンがトゥーランドットを演じる姿の切手を発行した。彼女はイリス・クォールムゴールドメダルを受賞した。これは、スウェーデン政府がスウェーデン国民に授与できる最高の賞である。1988年、アメリカで最初のスウェーデン人入植地であるニュースウェーデンの350周年を記念して、アメリカスカンジナビア基金は、若くて有望なアメリカのオペラ歌手に与える賞を「ビルギット・ニルソン賞」と名付けた。ニルソン自身もいくつかのコンクールの審査委員長を務めた。

## 逝去
ニルソンは、2005年12月25日、彼女が生まれたのと同じ地方のスコーネにあるクリヒャンスタ近くの小さな村、ビャルロフの自宅で87歳で亡くなった。 死因は明らかにされていない。彼女は電車の中で出会って1948年に結婚した獣医の夫バーティル・ニクラソン（2007年3月死亡）と暮らしていた。二人の間に子供はいなかった。 

## 遺贈等
ニルソンの死から3年後の2008年12月、 ビルギットニルソン財団は、コンサートまたはオペラの歌手、クラシックまたはオペラの指揮者、またはオペラ団体による特定の公演に2-3年ごとに賞を授与すると発表した。賞金はニルソン自身の遺贈によるものである。財団は、2009年初頭に発表される最初の受賞者はニルソンが選んだと述べた。 
2009年2月20日、スペインのテノールプラシド・ドミンゴが最初の受賞者として発表され、賞金$1,000,000が授与された。最初の授賞式は、2009年10月13日にスウェーデン王立歌劇場で行われ、スウェーデンのカール16世グスタフ王が自ら賞を贈呈した。審査員は、今後の賞を推薦するため財団によって選ばれている。2番目の受賞者はリッカルド・ムーティで、2011年10月13日にストックホルムで賞を授与された。2014年4月9日、3番目の受賞者はウィーンフィルハーモニー管弦楽団となることが発表された。 
2011年4月6日、スウェーデン銀行は2016年10月から500クローナの紙幣にニルソンの肖像画が使われることを発表した。 

## 受賞歴
- 1954 Royal Court Singer (Swedish: Hovsångerska), Stockholm, Sweden[1]
- 1958 Gold Medal, Teatro Liceo, Barcelona, Spain
- 1960 Royal Medal Litteris et Artibus, Stockholm, Sweden
- 1960 Honorary member of the Royal Swedish Academy of Music, Stockholm
- 1966 Sonning Award, Denmark[28][29]
- 1967 Gold Medal For the Promotion of the Art of Music (Swedish: För tonkonstens främjande) of the Royal Swedish Academy of Music, Stockholm
- 1968 Austrian Kammersängerin in 1968[30]
- 1968 Honorary Member of the Vienna State Opera, Vienna, Austria
- 1970 Honorary doctorate from Merrimack College, Andover, Mass. USA
- 1970 Honorary Member of the Royal Academy of Music, London, England
- 1970 Bavarian Kammersängerin, Munich, Germany
- 1972 Royal medal Ingenio et Arti, Denmark
- 1974 Commander of the Order of Vasa, first class, Stockholm, Sweden
- 1975 Commander of the Order of St. Olav, first class, Norway
- 1981 Illis Quorum gold medal, 18th grade with chain, Stockholm
- 1981 Gold medal of the Royal Opera Stockholm (Swedish: Kungliga Teatern), Stockholm
- 1982 Honorary doctorate from the Manhattan School of Music, New York City
- 1982 Honorary doctorate from Michigan State University, East Lansing, USA
- 1982 Swedish-American of the Year Award, New York City
- 1988 Cross of merit, first class, of the Land of Lower Saxony, Germany
- 1991 Commandeur des Arts et des Lettres, France
- 1993 Royal Opera House Silver Medal for 25-year's service as a Guest Artist, London, England
- 1994 Award of the Sweden–America Foundation (Swedish: Sverige-Amerikastiftelsen), New York City
- 1997 Honorary doctorate of the Sibelius Academy, Helsinki, Finland
- 1999 Honorary member of the Vienna Philharmonic Orchestra, Vienna, Austria
- 2012 Gramophone's Hall of Fame in 2012[2]

## ビデオグラフィー
- メトロポリタン歌劇場百年祭ガラ、ドイツグラモフォンDVD、00440-073-4538

## ニルソンをめぐる逸話
ニルソンの強靭な声、率直な人柄は多くのユーモラスな逸話を残した。
- お気に入りの役柄は何かと尋ねられて曰く「イゾルデとトゥーランドット。イゾルデは私を有名にしてくれ、トゥーランドットは金持ちにしてくれたわ 」[31]

- メトロポリタン歌劇場（メト）の総監督、ルドルフ・ビングは「ニルソンは仕事をし難い歌手ですか」と聞かれ、「とんでもない。彼女は機械みたいなものさ。カネをたっぷり突っ込めば、素晴らしい歌声が出てくる」[31]
- 一方、ニルソンは納税申告書類に記すべき扶養家族の有無を問われて「たった一人ね。『ルドルフ・ビング』」[32]
- 名テノール、フランコ・コレッリとの組み合わせでの、メトでの『トゥーランドット』第2、第3幕での高音の競演もまた有名だった。ある夜、ニルソンは第2幕の高い「ド」の音でコレッリより長く高音を保つことに成功、満場の喝采を集め、コレッリは憤慨した。
  - コレッリは次の休憩時間にルドルフ・ビングに詰め寄り「もう公演を続けるつもりはない」と言った。コレッリのかんしゃくのあしらい方を知っていたビングは、続く第3幕フィナーレの二重唱で、ニルソンのトゥーランドット姫に接吻するかわりに、首を噛んで報復することを提案した。 コレッリは彼女を噛まなかった（一説には、実際に耳に噛み付いたという）が、ビングのアイデアをとても喜んで、ニルソンに話した。ニルソンはビングに「狂犬病に感染したので」と電報を打って続く2回の公演をキャンセルした。[33][34][35][36][37]
  - 別バージョンの逸話。その後コレッリは第3幕のアリア「誰も寝てはならぬ」を素晴らしく歌い上げ、聴衆の支持を取り戻した。引き続く二重唱でトゥーランドット姫が「私の栄光の日々は終わった (La mia gloria è finita.) 」と歌い、カラフ王子が「いいや、それは今から始まるのだ (No! Essa incomincia!) 」と応じるべきところ、コレッリは「そう、これでもう終わりだ (Si! Essa finisce!) 」と歌ったという。
- ヘルベルト・フォン・カラヤンとニルソンの仲はあまりよくなっかたようである。
  - カラヤンが指揮ばかりでなく演出も行う『トリスタンとイゾルデ』にニルソンも参加した。ピアノ・リハーサルにやってきたニルソンの真珠のネックレスが切れ、真珠が四方に散乱してしまい、みんなで協力して拾い集めた。一段落してカラヤンが「君のスカラ座の法外なギャラでしか買えない、本物の素晴らしい真珠なんだろうねぇ」、ニルソン応えて曰く「いいえ、これはカラヤンさんに横取りされるので雀の涙ほどでしかない、このウィーンのギャラでも買える模造品よ」
  - カラヤンが指揮する『ワルキューレ』において、リハーサルのためにニルソンが初めてメトに来たとき、彼女は「ハービーはどこ？」と言った。（“ハービー”とは“ヘルベルト”の英語読みの愛称であるが、当時流行のアメリカンコミックの不格好な主人公の名でもある）
  - 1967年カラヤン演出『ワルキューレ』の舞台リハーサル。照明を落とし暗闇のような舞台だったので、ニルソンは鉱山労働者のヘッドランプ付きのヘルメット（ワルキューレの翼付き）をかぶって登場した[38]。
  - カラヤンはニルソンに数ページに及ぶ電報を送ったことがある。その中には様々な公演の日程やオペラの演目が書かれていた。ニルソンからの返信はたった2語のみだった。「忙しい。ビルギット」[39]
- ニルソンがメトでアイーダを歌い始めたとき、それまでアイーダを歌っていたソプラノのジンカ・ミラノフは憤慨した。あるニルソンの公演の後、ミラノフはニルソンのロールス・ロイスを奪って走り去った。このことについて後で尋ねられたミラノフは「ニルソンが私の役（英語：ロールズ）を奪うなら、私は彼女のロールスを奪わなければならない」と言った[40]。
- イゾルデを歌う秘訣は「快適な靴」だと彼女は言った[41]。オーストラリアのソプラノジョーン・サザーランドとは意見が合わなかった。その後でニルソンはサザーランドの有名なふっくらした髪が本物だと思うか尋ねられた。ニルソンは答えた。「わかりません。私はまだそれを引っ張っていませんから」[42]。